# Cathay Landmark
Cathay Landmark (tiếng Trung: 國泰置地廣場) là tòa nhà cao ốc ở Tín Nghĩa, Đài Bắc, Đài Loan. Nó là tòa nhà cao thứ 8 ở Đài Loan và là tòa nhà cao thứ 4 ở quận Tín Nghĩa. Chiều cao 212 m, diện tích sàn là 152,488.6m², bao gồm 46 tầng trên mặt đất và 6 hầm. Tòa nhà được thiết kế bởi Kris Yao.
Trung tâm thương mại Breeze Xinyi được đặt tại B2F đến 4F và được quản lý bởi Breeze Group.